# Tour de Catalogne 1932
Le Tour de Catalogne 1932 est la 14e édition du Tour de Catalogne, une course cycliste par étapes en Espagne. L’épreuve se déroule sur sept étapes entre le 4 et le 11 septembre 1932, sur un total de 1 188,25 km. Le vainqueur final est l'Espagnol Mariano Cañardo. Il devance l'Italien Domenico Piemontesi et l'Espagnol Isidro Figueras.

## Étapes
| Étape     | Date         | Villes étapes             | km    | Vainqueur d’étape   | Leader du classement général |
| --------- | ------------ | ------------------------- | ----- | ------------------- | ---------------------------- |
| 1re étape | 4 septembre  | Barcelone - Reus          | 148,8 | Louis Hardiquest    | Louis Hardiquest             |
| 2e étape  | 5 septembre  | Reus - Tortosa            | 141,8 | Antoine Dignef      | Antoine Dignef               |
| 3e étape  | 6 septembre  | Tortosa - Cervera         | 200,5 | Domenico Piemontesi | Antoine Dignef               |
| 4e étape  | 7 septembre  | Cervera - La Seu d'Urgell | 144,6 | Ettore Meini        | Antoine Dignef               |
| 5e étape  | 9 septembre  | La Seu d'Urgell - Girona  | 230,7 | Domenico Piemontesi | Mariano Cañardo              |
| 6e étape  | 10 septembre | Girona - Manresa          | 208,8 | Salvador Cardona    | Mariano Cañardo              |
| 7e étape  | 11 septembre | Manresa - Barcelone       | 110,1 | Antoine Dignef      | Mariano Cañardo              |

## Déroulement de la course

### Étape 1 Barcelone - Reus. 148,8 km
|   | Cycliste          | Temps           |
| - | ----------------- | --------------- |
| 1 | Louis Hardiquest  | 4 h 47 min 16 s |
| 2 | Mariano Cañardo   | m.t.            |
| 3 | Joseph Moerenhout | m.t.            |

|   | Cycliste          | Temps           |
| - | ----------------- | --------------- |
| 1 | Louis Hardiquest  | 4 h 47 min 16 s |
| 2 | Mariano Cañardo   | m.t.            |
| 3 | Joseph Moerenhout | m.t.            |

### Étape 2. Reus - Tortosa. 141,8 km
|   | Cycliste        | Temps           |
| - | --------------- | --------------- |
| 1 | Antoine Dignef  | 4 h 53 min 55 s |
| 2 | Gabriel Hargues | + 4 min 57 s    |
| 3 | Mariano Cañardo | m.t.            |

|   | Cycliste        | Temps           |
| - | --------------- | --------------- |
| 1 | Antoine Dignef  | 9 h 41 min 11 s |
| 2 | Gabriel Hargues | + 4 min 57 s    |
| 3 | Mariano Cañardo | m.t.            |

### Étape 3. Tortosa - Cervera. 200,5 km
|   | Cycliste            | Temps           |
| - | ------------------- | --------------- |
| 1 | Domenico Piemontesi | 6 h 57 min 31 s |
| 2 | Louis Hardiquest    | m.t.            |
| 3 | Joseph Moerenhout   | m.t.            |

|   | Cycliste          | Temps            |
| - | ----------------- | ---------------- |
| 1 | Antoine Dignef    | 16 h 38 min 42 s |
| 2 | Mariano Cañardo   | + 4 min 57 s     |
| 3 | Joseph Moerenhout | m.t.             |

### Étape 4. Cervera - La Seu d'Urgell. 144,6 km
|   | Cycliste            | Temps           |
| - | ------------------- | --------------- |
| 1 | Ettore Meini        | 4 h 35 min 34 s |
| 2 | Domenico Piemontesi | m.t.            |
| 3 | Marcel Maurel       | m.t.            |

|   | Cycliste        | Temps            |
| - | --------------- | ---------------- |
| 1 | Antoine Dignef  | 21 h 14 min 16 s |
| 2 | Mariano Cañardo | + 4 min 57 s     |
| 3 | Isidro Figueras | m.t.             |

### Étape 5. La Seu d'Urgell - Girona. 230,7 km
|   | Cycliste            | Temps           |
| - | ------------------- | --------------- |
| 1 | Domenico Piemontesi | 7 h 30 min 10 s |
| 2 | Mariano Cañardo     | m.t.            |
| 3 | Isidro Figueras     | + 16 min 15 s   |

|   | Cycliste            | Temps            |
| - | ------------------- | ---------------- |
| 1 | Mariano Cañardo     | 28 h 49 min 23 s |
| 2 | Domenico Piemontesi | + 2 min 50 s     |
| 3 | Isidro Figueras     | + 16 min 15 s    |

### Étape 6. Girona - Manresa. 208,8 km
|   | Cycliste                 | Temps           |
| - | ------------------------ | --------------- |
| 1 | Salvador Cardona         | 8 h 00 min 20 s |
| 2 | Jean-Baptiste Intcegaray | m.t.            |
| 3 | Marcel Maurel            | m.t.            |

|   | Cycliste            | Temps            |
| - | ------------------- | ---------------- |
| 1 | Mariano Cañardo     | 36 h 49 min 43 s |
| 2 | Domenico Piemontesi | + 4 min 02 s     |
| 3 | Isidro Figueras     | + 16 min 15 s    |

### Étape 7. Manresa - Barcelone. 110,1 km
|   | Cycliste            | Temps           |
| - | ------------------- | --------------- |
| 1 | Antoine Dignef      | 4 h 03 min 31 s |
| 2 | Domenico Piemontesi | m.t.            |
| 3 | Mariano Cañardo     | m.t.            |

|   | Cycliste            | Temps            |
| - | ------------------- | ---------------- |
| 1 | Mariano Cañardo     | 40 h 53 min 14 s |
| 2 | Domenico Piemontesi | + 4 min 02 s     |
| 3 | Isidro Figueras     | + 16 min 15 s    |

## Classement final
| Pos. | Cycliste                  | Équipe              | Temps            |
| ---- | ------------------------- | ------------------- | ---------------- |
| 1    | Mariano Cañardo           |                     | 40 h 53 min 14 s |
| 2    | Domenico Piemontesi       | Gloria              | + 4 min 02 s     |
| 3    | Isidro Figueras           |                     | + 16 min 15 s    |
| 4    | Antoine Dignef            |                     | + 20 min 09 s    |
| 5    | Aristide Cavallini        |                     | + 33 min 07 s    |
| 6    | Marcel Maurel             | France Sport-Dunlop | + 35 min 30 s    |
| 7    | Allegro Grandi            | Bianchi             | + 39 min 10 s    |
| 8    | Joan Mateu                |                     | + 51 min 10 s    |
| 9    | Ricardo Montero Hernández | Orbea               | + 54 min 20 s    |
| 10   | Salvador Cardona          |                     | + 59 min 21 s    |